# Таурус (премия)
«Таурус» (англ. Taurus World Stunt Awards, известная как «Таурус» (англ. Taurus)) — ежегодная премия Мировой академии каскадёров (англ. Taurus World Stunt Academy), вручаемая за лучшие трюки в кино. Награждение традиционно происходит в США в городе Лос-Анджелес на студии «Парамаунт».
Премия «Таурус» является высшим достижением для каскадёров, постановщиков трюков и режиссёров экшн-сцен. Также вручается в качестве почетной награды режиссёрам и актёрам, внесшим значительный вклад в съемки трюковых фильмов.
Победителям премии в каждой номинации вручаются статуэтки (вес статуэтки — 12 кг, высота- 80 см.) крылатого мифологического быка Тауруса (скульптор — Jos Pirkner (Austria)Jos Pirkner).
Награда вручается за лучшие трюки в нескольких категориях: лучшие трюки с огнём, лучшие высотные трюки, лучшая работа с автотранспортом, лучшая сцена с драками, лучшие трюки с ригом, лучшие специальные трюки, лучшее трюки со столкновением, лучшие трюки среди женщин, лучшие постановщики трюков/режиссёры 2-й группы, лучшие трюки в иностранных фильмах. Регламент выбора победителей очень демократичный — все члены Академии (на сегодняшний день более 1500 человек) голосуют за лучший трюк в каждой категории. Победители определяются большинством голосов.